# Javanski tigar
Javanski tigar (Panthera tigris sondaica) je izumrla podvrsta tigra koja je naseljavala otok Java.

## Opis
Javanski tigar je bio manji u odnosu na druge podvrste tigra. Mužjaci su bili teški 100-140 kg, a dugački 2,45 m. Ženke su težile 75-115 kg s manjom dužinom tijela od mužjaka.

## Izumiranje
Vjerojatno je izumro 1980-ih, kao posljedica lova i uništenja staništa. Posljednji primjerak je viđen 1972. godine. Praćenjem tragova 1979. je utvrđeno da postoje još 3 tigra u divljini. Moguće je da je preživjela manja populacija ovih tigrova na zapadu Jave, gdje su 1990-ih prijavljivana nepotvrđena viđenja.